# Guglielmo II di Agen
Guglielmo II di Agen o d'Agen (Guillaume d'Agen; ... – 21 aprile 1270) è stato patriarca latino di Gerusalemme dal 1262 fino alla sua morte nel 1270.

## Biografia
Fu nominato vescovo di Agen l'8 aprile 1247. Fu consacrato vescovo da papa Innocenzo IV.

### Patriarcato di Gerusalemme
Il 9 dicembre 1262 fu nominato patriarca di Gerusalemme titolare. Succedette a Jacques Pantaleón de Court-Palais, nominato papa e che a sua volta lo nominò per la sede gerosolomitana. L'incarico papale riguardava sia la cura spirituale sia la cura temporale, con il mandato del recupero delle rendite della Chiesa locale. Arrivò nella sede di San Giovanni d'Acri il 25 settembre 1263.

#### Missione diplomatica
Nel 1263 fu incaricato, tramite la bolla papale Exultavit cor nostrum di Urbano IV, di indagare sulla legittimità di un supposto ambasciatore dell'Impero mongolo, Giovanni l'Ungherese. Al cospetto di Urbano IV non presentò le sue credenziali, bensì una lettera scritta da Hulagu Khan il 10 aprile 262 a Maragheh, data dell'Anno del Cane. Aveva ordine di consegnarla al re Luigi IX di Francia. Secondo lo storico Jean Richard, la sua redazione «aveva segni dell'intervento di uno scriba occidentale, probabilmente un notaio latino dell'Ilkhan, un tale Ricardo». La lettera seguiva gli schemi tipici delle comunicazioni in mongolo; faceva riferimento anche a doni ricevuti dall'ambasciatore Andrew di Longjumeau, e spiegava che i mongoli credevano che il capo del popolo cristiano fosse il papa, finché «avevano comprovato qual era il vero potere tra i francesi». La lettera descriveva campagne precedenti dei mongoli contro gli Assassini, e suggeriva un'alleanza tra mongoli e cristiani contro il nemico comune, i mamelucchi dell'Egitto. Il documento esprimeva anche il desiderio di Hulagu che Gerusalemme tornasse in mani cristiane. Il re Luigi inviò Giovanni, insieme a una lettera del papa Urbano, che probabilmente arrivò a Maragha alla fine del 1262.

#### Ultimi anni e morte
Nel 1267 si recò a Cipro per incoronare il 25 dicembre il re Ugo III di Lusignano. Rimase in carica fino alla morte, avvenuta il 21 aprile 1270.

## Genealogia episcopale
La genealogia episcopale è:
- Papa Innocenzo IV
- Patriarca Guglielmo II